# جالدينو تيكسيرا جي باروس لوريتو
جالدينو تيكسيرا جي باروس لوريتو كان سياسيًا برازيليًا. كان متدخلًا في حكومة ولاية إسبريتو سانتو من 8 ديسمبر 1891 إلى 3 مايو 1892، كجزء من المجلس العسكري الحاكم المؤلف أيضًا من إيناسيو هنريكي دي جوفيا وغراسيانو دوس سانتوس نيفيس.